# Tinissa bakeri
Tinissa bakeri is een vlinder uit de familie van de echte motten (Tineidae). De wetenschappelijke naam van de soort is voor het eerst geldig gepubliceerd in 1976 door G.S. Robinson. De soort werd ontdekt op het eiland Luzon in de Filipijnen en is genoemd naar de ontdekker, Baker.